# Јерменски илуминирани рукописи
Јерменски илуминирани рукописи формирају јерменску традицију формално припремљених докумената где је текст често допуњен украсима као што су минијатурне илустрације. Они су повезани са другим облицима средњовековне јерменске уметности, персијским минијатурама и византијским илуминираним рукописима. Најранији сачувани примери потичу из златног доба јерменске уметности и књижевности у 5. веку. Јерменски илуминирани рукописи отелотворују јерменску културу ; илуструју њене духовне и културне вредности.
Најпознатији јерменски минијатуриста, Торос Рослин, живео је у 13. веку. Облик уметности је цветао у Великој Јерменији, Малој Јерменији и јерменској дијаспори. Његова појава датира од настанка јерменског писма у Јерменији, 405. године нове ере. Сачувано је врло мало фрагмената илуминираних рукописа из 6. и 7. века. Најстарији потпуно очувани рукопис датира из 9. века. Уметност је доживела златно доба у 13. и 14. веку када су почеле да се појављују главне школе и центри (хиљаду и пет стотина центара писања и илуминације). Најупечатљивије су оне из Сјуника, Васпуракана и Киликије. Многи јерменски илуминирани рукописи ван земље Јерменије такође су преживели векове. Упркос стварању јерменске штампарије у 16. веку, производња минијатура се наставила све до 19. века и опстаје кроз модерно јерменско сликарство и биоскоп.
Јерменски минијатуристи су одувек били у контакту са другим уметницима Истока и Запада чија је уметност дубоко и богато утицала на јерменско осветљење. Према руском песнику Валерију Брјусову, „ укрштајући и преплићући се пре спајања у јединствену и сасвим нову целину, две силе, два супротстављена принципа, током векова су управљали судбином Јерменије и обликовали карактер њеног народа: принцип Запада и Истока, дух Европе и дух Азије “. Најпознатија дела јерменских минијатуриста одликују се прецизном вештином извођења, оригиналношћу композиције и обраде боја, сјајем услед употребе пигмената углавном припремљених на бази металних оксида и изузетно стилизованим приказом света.
Институт Матенадаран у Јеревану има највећу колекцију јерменских рукописа, укључујући Мугнијева јеванђеља и Ечмијадзинска јеванђеља. Друга по величини збирка јерменских илуминираних рукописа чува се у депоу катедрале Светог Јакова, Патријаршије Свете Апостолске Цркве у Јерусалиму. Друге колекције постоје у Британској библиотеци, Националној библиотеци Француске, и другим великим збиркама у мехитаристичким установама у Венецији и Бечу, као иу Сједињеним Државама. Универзитет у Калифорнији у Лос Анђелесу (УЦЛА) држи Глаџорско јеванђеље  (уп. Универзитет у Глаџору ), богато осветљени рукопис јерменског јеванђеља који датира из 14. века, међу својом колекцијом јерменских рукописа, највећом у Сједињеним Државама.

## Порекло

### Појава
Јерменски облик минијатура и илуминација вероватно је настао стварањем првих јерменских књига почетком 5. века, али пауза од четири века одвојила је појаву уметности од најстаријих сачуваних илуминираних рукописа (са изузетком 'Последње четири минијатуре' Гопелса Ехмиадзина ); ово последње је, међутим, вероватно инспирисано ранијим рукописима. Уметношћу илуминатора на својим почецима бавио се исти писар који је писао рукопис, орнаментику попут текста, само једноставне копије ранијих модела, али је у 9. и 10. веку постала префињенија и софистициранија све док се није одвојила од рада преписивача и формирала јединствену улогу у изради рукописа. Први сачувани рукописи су тетрајеванђеља (укључујући, поред четири јеванђеља, Јевсевијево писмо и Јевсевијеве каноне и „мистичну алегорију икономије спасења “  ) која већ показују разноликост жанра, стила и технике илустрација. Уметност је била под утицајем византијске уметности, са својим монументалним изгледом (видети на пример Трапезундско јеванђеље, 11. век, Сан Лацаро дељи Армени, госпођа 1400. ), и оријенталне уметности, са укусом за јако орнаментисане странице (илустровано у Мугхниданском јеванђељу, М. Матерант век, 7736.), два утицаја су понекад пронађена у једном рукопису (као што је Јеванђеље краља Гагика од Карса, 11. век, Јерусалимска патријаршија, гђа 2556).
Временски период који се протеже од 10. до 11. века обухватао је формирање јерменске уметничке традиције, која је сведочила о развоју њене разноликости, равнотежи између ранохришћанских елемената и нових утицаја, што показује „посебна улога мисала, значајни доприноси покровитеља и циљ да се сликама изрази моћ елемента реинтерпрезантине  а Рејнтерзантине декоративе “ светлост исламске уметности, као и укус за јарке и бриљантне боје. Минијатуре обично заузимају пуне странице, најчешће на почетку рукописа, али се понекад појављују и у телу текста, и врло слободно су изражене у евсејевским канонима.
Најстарији од добро очуваних орнаментисаних рукописа је Јеванђеље краљице Млке, названо по жени краља Гагика I од Васпуракана, који га је обновио у 10. веку  (Сан Лацаро дељи Армени, гђа 1144). Направљен у Васпуракану око 862. године нове ере, и то је први илуминирани рукопис познат након периода арапске окупације (7. – 9. век) и најстарији од потпуно сачуваних јерменских рукописа. Инспирисане старијим рукописом, његове илустрације, посебно, нилотски пејзаж таблица и фронтисписа, подсећају на сиријска Рабула јеванђеља док представљају ранохришћански одјек, нешто уобичајено на Истоку у то време, али показују свечаност која се може наћи само у јерменским примерима илуминираних рукописа. Уз донекле строг стил, танке и светле линије и суптилне градације боја подсећају на уметност из македонске ренесансе, а издвајају се из ње по живој и засићеној палети. Ове карактеристике чине ово Јеванђеље „јединственим примером рецепције и тумачења античког наслеђа у јерменском миљеу“.
Ечмијадзинско јеванђеље (Матенадаран, гђа 2374  ) је још један познати пример ових раних рукописа. Произведено 989. године у манастиру Бхено Нораванк, раскошно дело има повез од византијске слоноваче (друга половина 6. века  ) и садржи четири минијатуре преко целе странице, груписане на два листа, од 6. до 7. стила сличног стила, од 7. века до 7. Фреске док одражавају сасанидски утицај који је посебно уочљив код одеће и фризура мага  ,  ове четири минијатуре са монументалним карактером у третману ликова, одликују се великим очима и слободно четканим моделованим лицима, чија архитектонска декорација подсећа на хришћанску традицију, део су ранохришћанске црквене традиције  и тако чине постојаност античке традиције. У овом рукопису се налазе и друге минијатуре из 11. и 12. века, посебно уводне минијатуре које илуструју главне теме спасења и четири јеванђелиста, и мање су античког стила од оних на страницама са краја 6. века из истог рукописа и страницама краљице Млке Го. Док демонстрира свежину и елоквенцију и усваја неутралну позадину. „Изузетан пример процвата сликарства може се видети након арапске доминације“, Јаниц Дуранд, француски историчар уметности, такође описује Јеванђеље краљице Млке као „највиши израз класичне антиквизистичке струје која се укрстила у 9. и 10. веку која се такође разликује од модерног сликарства у Јерменији, што се такође разликује од савршеног сликарства у Јерменији. карактерише га у исто време, посебно представљено јеванђељем из Балтимора “.
Остали рукописи укључују: јеванђеље из Балтимора (Еванђеља преводилаца или Четири јеванђеља) (Музеј уметности Волтерса, госпођа 537  ) произведено 966. године, што је пример радикалне трансформације архитектонских украса употребом малих геометријских шара, Госпођа 10780), произведена пре 1088. године у Васпуракану или Малатији, садржи шездесет шест христолошких илустрација  у тексту, у наивном, али живописном стилу, и праћена свитцима говора који подсећају на савремене стрипове, вероватно је извор инспирације за Гопел1 век у Глазору1.
Инвазије Селџука у другој половини једанаестог века означиле су још један застој, и такође су започеле почетак периода опадања уметности минијатуре у Великој Јерменији све до тринаестог века (са ретким изузецима, као што је Матенадаранско јеванђеље, госпођа 2877), док је поновна пажња посвећена малим детаљима посвећена Киликију.

## Развој

### Апотеоза
Политички и културни живот у Великој Јерменији доживео је кратак развој крајем 17. и почетком 18. века, уз подршку суседне Грузије. Јермени су тада успели да се изборе са инвазијама Селџука и доживели известан процват назван „ренесанса Закарида“. Као резултат тога, формирали су независну кнежевину којом су управљали Закариди у којој је владао кратак период релативног мира  пре доласка монголских инвазија на Закавказје између 1220. и 1240.
Грађевински пројекти палата и цркава расту у првој половини 13. века. Паралелно, делатност школа минијатуриста и скрипторија била је у пуној експанзији; Граматика, језик, реторика, теологија, филозофија, музика, сликарство и калиграфија су се предавали тамо, посебно на универзитетима (хамалсаран) у Татеву и Глаџору, који се често називају „друга Атина “. Овај последњи универзитет, „готово савремен са једним од главних центара европске мисли, Универзитетом у Паризу, могао би да се такмичи са овим последњим колико у погледу културолошке обуке, тако и по богатству своје библиотеке и разноликости предмета који се предају. Данас је остало само неколико рушевина Универзитета у Глаџору, као резултат инвазије Монгола и Тимурида.
Као да би надокнадила катастрофалне губитке од ових инвазија, јерменско краљевство Киликија цветало је од једанаестог века до краја четрнаестог века. Уметност и култура су се ту развијале све до његовог пада крајем 14. века под освајачким напредовањем египатских Мамелука.
Овај период доживљава врхунац јерменских илуминираних рукописа: „На пример, минијатуре насликане у североисточним регионима одликују се монументалним карактером и интензитетом боја; док оне у васпураканској школи једноставношћу и тенденцијом стилизације. Илуминације Бардзр У Кхаика, могу се препознати по грабежном карактеру Јерменија, или по грабилици Јерменија. и разноврсност њихове орнаментике, док киликијске минијатуре показују изузетну префињеност и виртуозност“. Киликијске и великојерменске минијатуре биле су варијанте исте националне уметности за коју деле основне карактеристике, али су се разликовале: "киликијске минијатуре су за кратко време стекле бриљантан ниво и велику дубину израза. Задржавајући свој јединствени стил, оне одражавају интересовање својих минијатуриста за рану западноевропску ренесансу, од којих су многи актуелни минијатури из Велике Јерменије. 13. и 14. века, једноставнији су, монументалнији и оригиналнији. Умели су да задрже експресивност која је била без премца ни у једном сликарству тог времена.

### Минијатуре Велике Јерменије

#### Горња Јерменија
Сачувани рукописи горњојерменског порекла, северозападног региона историјске Јерменије, који су прелазили неколико путева транзитне осовине у 13. веку, „увек су украшени богатим биљним мотивима, закривљеним листовима оштрине српа и свицима са палметама ”. У почетку, третирани „на прилично реалистичан начин“, ови мотиви су постепено доживљавали „све израженију стилизацију“, да би се на крају проширили на уметност Закавказја, Блиског истока и Блиског истока.
У највећем од познатих јерменских рукописа, Хомилиарију Муш ( манастир Светих апостола, 1200-1202, Матенадаран, госпођа 7729  ), писаном еркатагиром (јерменски унцијали ), странице са панигнетима попуњене су страницама паганета из Јерменије. Ово је углавном због тога што су паганска и зороастријска светилишта посвећена као храмови посвећени хришћанству, што је резултат христијанизације земље 301. године нове ере са преобраћењем краља Јерменије, Тиридата III из паганства у хришћанство. Касније су се елементи наслеђени из древног паганства помешали са хришћанском уметношћу, али су носили нова значења. Ова хомилија својом орнаментиком симболизује потрагу за обнављањем већ постојећих облика и настојање да се створе нови мотиви. Чини се да је реч о делу тројице уметника од којих је сачувано само име аутора насловне стране: Степанос. Други минијатуриста извео је важну серију живописнијих минијатура. Ватренијег темперамента сликао је на маргинама рукописа биљне орнаменте разних облика, у којима се налазе и птице, као и стварне и фантастичне животиње. Са стилске тачке гледишта, топле комбинације боја заснивају се на принципу контраста. Наранџасти тонови су засенчени тамно смеђом, у контрасту су са светлоплавом интензивног баршунастог ултрамарина. Што се тиче трећег минијатуристе, он је аутор само малог броја предметних минијатура. Хармонична равнотежа текста и орнаментисаних делова, као и однос текст-слика, добро карактеришу композицију страница овог периода.
Такозвано јеванђеље преводилаца из 1232. године (Матенадаран, гђа 2743) написао је писар Тираци, а илустровао сликар Григор Кагхог. Инспирисани фрескама пећинских храмова суседне Кападокије, његова дела показују јасну индивидуалност: „драматична напетост ликова и колорит у коме доминирају тамноплава и љубичаста, са ретким блесковима јарко црвене и ружичасте, толико су импресивни да одређене нетачности у дизајну остају непримећене.
Колофон рукописа насталог 1318. године у Ерзинџану има следећи садржај: „Због тешких времена, емигрирао сам пет пута пре него што сам успео да завршим свој рукопис...“.

#### Ани
Још увек заштићен током раног периода 13. века од стране династије Закарид, главни град краљевства Ани је био пун активности које су укључивале бројна економска занимања као што су занатлије, занатлије и трговци различитих језика и културног порекла. Културни живот се ту одржавао уз бројне тешкоће. Лидија Дурново у свом есеју пише: „ова средња класа становништва, у сталној експанзији, природно је учинила да своју културу превлада над аристократијом и радничком класом. Није тежила помпи и није намеравала да троши велике своте на израду раскошних рукописа, али ни лаконска једноставност народног стваралаштва, а ни лаконска једноставност народног стваралаштва и класно поље нису имали ни своје класно поље. Знању су били потребни текстови у форми детаљних наратива посутих дигресијама и објашњењима.
Сачувала су се само два имена минијатуриста из Анија: Margare and Ignatios Horomostsi. Први је украсио Јеванђеље из 1211. (познато као Хапатско јеванђеље, Матенадаран, гђа 6288) копирано у манастиру Хагпат, укоричено и илустровано у манастиру Хоромос, близу Анија; карактерише га тематски репертоар проширен илустрацијама свакодневног живота савременог минијатуристи. Тежња ка реализму уочава се посебно у обради ликова. То је посебно уочљиво у једној јединој јеванђељској сцени, Христов улазак у Јерусалим. Доживљени утисци се огледају у маси која се окупила да дочека Исуса; па се чак уочава и известан облик секуларизације у третману ликова. Други сликар, Игњатије, радио је у јерменском манастиру Хоромос средином 13. века и био је сведок монголске инвазије. Оставио је рукопис који је осветлио у овом колофону: „рукопис је настао у болном и кобном времену када је заузета престоница Ани и када смо били сведоци безбројних разарања градова и земље“. У делу Хачикијан, о „Колофонима јерменских рукописа... четрнаестог века“, приметио је да се ове речи могу прочитати као сведочанство о суровости периода у коме су ови сликари живели, а да никада не прекидају свој рад; речи додане као постскриптум: „Времена су тако тешка да четири године пишем држећи књигу на длану“.
Упркос лошим животним условима, и сталном емиграцији из једног места у друго, калиграфи и минијатуристи су се селили из школе у школу да би одржали корак са учењем, па чак и у пећине, као што је то урадио мајстор Хованес Ванакан током монголске инвазије, недалеко од тврђаве Тавуш.

#### Сјуник
Сјуник, провинција на југоистоку језера Севан, дом је региона где су две последње велике јерменске академије средњег века цветале пре страних инвазија: универзитет у Глаџору и монашки универзитет у Татеву. Оснивање Глаџорске школе датира из друге половине 18. века. Млади научници из целе Јерменије, па чак и из Киликије, долазили су да уче од највећих научника тог времена. Два имена се највише истичу: Нерсес Метси и Есај Нетси ; први је оснивач овог универзитета, имао је велико интересовање за латински и грчки језик, а други је политичка личност и магистар реторике и филозофије. Школа калиграфије и илуминације била је позната. Минијатуре носе ознаке древних локалних традиција, под утицајем паганизма, као што су тотеми, алегорије добра и зла, и митолошка бића, као што су сирене, грифони, виверне, једнорози и змајеви. Природа ових минијатура је представљена на реалистичан начин. Киликијски утицаји се потврђују код младих сликара који су дошли са другим световним традицијама.
Матеос, чувени локални уметник, аутор је илустрација Јеванђеља из 1292. године (Матенадаран, гђа. 6292). Његов рад показује посебно орнаментално богатство: „сликар преферира крупне биљне мотиве и воли да илуструје елегантне паунове са величанствено раширеним реповима у лишћу. Ове птице су представљене у паровима, понекад пију из извора воде, а понекад преплићу своје грациозне вратове“.
Вишеструко талентован уметник, Момик је познат по својим замршеним хачкарима : оставио је исклесане камене стеле неупоредиве суптилности и изузетне финоће. Такође је реномирани архитекта и минијатуриста који је радио и на Универзитету у Глаџору. Његов рад одражава нове правце у уметности минијатурног сликарства. Из његовог стила произашла је извесна лирика и поезија чулне и истанчане дубине; „Ове нове тенденције се манифестују како у грациозном дизајну његових хачкара, чији фини ажур успева да заборави на тврдоћу камена, тако и у његовим минијатурама утиснутим спонтаношћу типичном за популарну уметност. Матенадаран има два Момикова рукописа (гђа. 6792 и гђа. 2848). полукругови, који подсећају на облаке и као да симболизују сакрални карактер приказаних догађаја, Момикове композиције истичу симетрију и равнотежу пропорција”.
Торос Таронаци, јерменски минијатуриста и песник, био је најплоднији сликар Глаџорске школе. Био је ученик Есај Нчеци. У почетку, под утицајем древних паганских симбола, потом је увео нову орнаментику канонских таблица и маргиналне мотиве сирена, понекад двоглавих, змија и змајева који оличавају зло, који се међусобно боре, муче свој плен или, по каснохришћанском тумачењу, бивају оборени од војних светаца. Декорација листова евзијских канона у Библији из 1318. (Матенадаран, гђа 206  ) је толико богата и обилна да једва има места за стварне столове. У другој фази, Таронастијева уметност је претрпела утицај циликијске илуминације и декоративни елемент је тада преузео примат у његовим минијатурама: „облици, типови мотива, општи распоред фронтисписа и канона инспирисани су циликијским моделима (Матенадаран, гђа 6289  ). С друге стране, одређене иконографске посебности, као што је начин опхођења према Богородици, потврђују да је Таронаци био упознат са западњачком уметношћу“.
Аваг, јерменски минијатуриста, био је путујући и еклектичан сликар. Путовао је између Глаџора и његовог универзитета, Киликије неколико година, а такође и Персије. Киликијски утицај је значајан у композицији његове уметности, што се може видети у јеванђељу које је илустровао (Матенадаран, гђа 7631) са Саркисом Пицаком. Јеванђеље из 1337. године (Мс. 212) сачувано у Матенадарану украшено је бројним минијатурама на целој страни, маргиналним сценама и минијатурама уметнутим у текстове. Ове илустрације су реплике илустрација Тороса Рослина. „Управо комбинација префињеног стила, који се граничи са маниризмом, и свечане строгости чини да су сви шармантни елементи ових минијатура изведени са прилично изузетним мајсторством“.
Године 1338, након смрти Есај Нестија, Универзитет у Глаџору је затворио своја врата; као резултат тога, универзитет у Татеву је утицао на академије под вођством Григора Татевасија, политичара и филозофа, песника и сликара. Минијатуре неколико тема и библијских фигура, као и осветљене насловне странице налазе се у јеванђељу које је илустровао 1378. године (гђа. 7482). „Татевацијево сликарство се може препознати по вештој употреби елемената позајмљених из популарне орнаментике. Уметник испуњава целу позадину крупним мотивима изведеним у пригушеним, монохроматским тоновима, изгледају као теписи окачени по зидовима кућа, што призорима даје интиман карактер ( Богородица са дететом, Благовести ). Став ликова оличен је његовом тихом величанственошћу. Григорове минијатуре су такође сличне фрескама: наношење боје је урађено у дебелим и матираним додирима“.
У периодима невоље и хаоса јерменски монаси су најчешће виђани како напуштају монаштво и подвижништво да би постали војници, а то се налази чак и у темама минијатура. У рукописима се обично примећује мешавина декоративних елемената, дезена и боја велике разноликости. Поред позадине, сви елементи минијатуре, како у архитектонским детаљима тако и у одећи, прошарани су ситним флоралним мотивима који су довели до тога да јеванђеље (Матенадаран, гђа 6305) добије назив Рукопис од штампе. "Различит тематски репертоар, експресивност ликова и мекана блиставост колорита чине овај рукопис посебно раскошним примерком. Велику пажњу научника и истраживача привлаче фигуре четири света ратника на целој страни. Чини се да њихово присуство истиче њихову улогу посредника, неопходну поробљеном јерменском народу."  Али погоршање услова живота, политичке и економске невоље у земљи приморале су многе скрипторије да знатно смање своје могућности крајем 14. и почетком 15. века, уметност калиграфије и илуминације опстала је само у удаљеним манастирима у јужној и источној Јерменији.

#### Васпуракан
Такозвана Васпуракан школа била је један од главних центара јерменске уметности у 13. и 14. веку, скоро 1500 њених рукописа је преживело, од којих већина садржи минијатуре.
Најчешће теме илустрација су Стварање света, Жртвовање Исака и Привиђење под Мамреовим храстом. Минијатуристи су наставили древне локалне традиције које су преживеле у виду рељефа и фресака попут оних у катедрали Светог Крста у Ахтамару из 10. века. Према Сирарпи Дер Нерсесијану, увођење старозаветних сцена као симбола новозаветних тема појавило се још у 9. веку у јерменској уметности. Ова уметничка представа у рељефима посебно је видљива у сцени Авраамове жртве која је довела до иконографске традиције минијатура међу илуминаторима 13. и 14. века ( Симеон Артчичеци, Закарија и Данијел од Уранца ).
Недостатак перспективе, типичан за средњовековну уметност, наглашен је у случају минијатура Васпураканске школе. Заједничке карактеристике овог стила су најистакнутије равне фигуративне представе и сцене распоређене у фризу: „ликови су углавном представљени фронтално. Њихови гестови су нагли, динамични и толико експресивни да понекад изазивају неколико покрета уместо само једног. Циљ је да се открије идеја која је основа субјекта, да се открије њена суштина, без бриге о интерпретацији и потенцијалу симбола. сцена можда има”. Минијатуристи Васпуракана обраћали су мало пажње на верну репродукцију конкретних детаља извучених из посматрања стварног света. Чини се да их је највише забринуо ритам. И управо су кроз ритам радили на симболици. "Они су илустровали неколико типова идеограма који откривају скривено значење приказаних сцена. Целокупна хармонија произилази из традиционалног распореда фигура и њихових ритмичких покрета. Овај ритам, који није ритам обичних гестова, добија дубоко значење вечитог кретања. Док су ток догађаја са својим спољашњим карактером од позадине, идеални симболичка позадина и симболика значење постаје фундаментално”.
Орнаментика евсејевских канона открива мајсторство у њеном извођењу у виду потковица украшених геометријским и биљним мотивима. Силуете и стварних и митолошких бића често су биле испреплетене биљним мотивима и сложеним свицима. Испод конвенционалне симболике у третману ликова сија кроз спонтаност праћења тадашњег популарног начина размишљања. Овај принцип орнаменталне уметности се бави религиозним темама са једноставношћу и недостатком формализма. Управо та посебност даје му место у историји јерменске минијатуре. Њен источни утицај приближава је уметности Кападокије, уметности арапских земаља и Сирије, Ирана, као и Месопотамије; који чини огроман скуп различитих али сродних култура.

#### Нахичиван
Утицај уметности Васпуракана превазилази пограничне територије. Ово се примећује у присуству јаке везе између школе Васпуракана и школе Нахчивана настањеног јерменима. Два илуминирана рукописа се често цитирају да би описали карактеристике уметности овог краја: први је Јеванђеље (Матенадара, гђа. 3722) које је 1304. преписао уметник Симеон и друго јеванђеље (Матенадаран, гђа. 2930) преписано 1315. године (Матенадара, гђа. 3722) преписао миниатурист и Марга. У првом рукопису из 1304. године предмети постављени на маргине обрађени су крајње једноставно, тако да су скоро сведени на статус симбола. „Крштење Христово је симболизовано чашом са смирном. Уметник је изабрао да представи усхићене пастире и јагањце који се веселе за своје рођење, док је за Тајну вечеру насликао путир и две рибе; сцена са више фигура пар екцелленце, а улазак у Јерусалим је представљен са само три фигуре, укључујући муле Христа у позадини. традиције, посебно присутне у чувеном Ечмиадзинском јеванђељу из 989. Овај рукопис је обилно илустрован ликовима животиња, орнаменталним мотивима и симболима паганског порекла”. Лидија Дурново описује уметност минијатуристе као такву: „Увео је разноврсну орнаментику маргиналних мотива најразличитијих, међу којима је обиље животиња, птица, сирена и људских лица, чиме је употпуњен тематски распон и развио форму маргиналних симбола. (...) Његов рад није прецизан, већ пун снаге и страсти, енергије и вештине. Чини се да је динамичност уметникове четке оличена у динамици субјеката.“
Рукопис из 1315. године садржи проширену серију минијатура јеванђељског циклуса, што је више карактеристично за васпураканску школу него за нахичеванску школу. Прва минијатура се бави темом Аврахамове жртве, позајмљеном из Старог завета. Силазак Светог Духа на апостоле је последња представљена сцена. Према делима Акопијана и Коркхмазијана: "Иконографија има низ архаичних обележја, посебно у минијатурама које представљају Рођење, Васкрсење и Погреб. Уметник је за своје композиције користио најгоље варијанте, које за његову уметност попримају монументални карактер. Боје су примењене у дебелим и издашним слојевима, а доминантна је црвена".

#### Артшах, Утик и басен језера Севан
Рукописи које су осветлили хаченски сликари сачувани су у прилично великом броју. То је у великој мери зато што је кнежевина Качен успела да добије много њих током владавине Закаријана, која је била владавина релативне аутономије под монголском окупацијом. Тако је уметност писања и илуминације цветала у њиховим вазалним кнежевинама североисточне Јерменије. Јеванђеље из 1224. године (Матенадаран, Мс. 4832), значајан пример ових рукописа, познато је по својим минијатурама које припадају „композитном тренду“, новом тренду који представља мешавину аристократских и народних елемената, који се поклапа са настанком урбане културе и одликује се комбинацијом израза „извесног максимума и једноставног техничког резултата“. расхода“.
Један рукопис који датира пре 1261: Госпођу 378 (Матенадаран) илустровао је Торос, у истом региону, али су неке од његових минијатура додате касније. „Рукописи настали у јужним регионима Арцаха и у басену језера Севан су од великог иконографског интересовања и уметничке вредности. Њихове илустрације се значајно разликују од минијатура других јерменских школа, што је посебно видљиво у поређењу са продукцијама Васпураканске школе. У рукописима Арцак-Севанске групе, групе Тестак-Севан из Старе Абрае до Собраа Васпуракански сликари, којима служи као пролог, потпуно су одсутни, као и традиционална минијатура Христа у Величанству и тематски циклуси Последњега суда, Долазак Сина Човечијег и Чуда Христова. Масакр невиних и Исуса међу лекарима, парабола о мудрим и лудим девицама, првородни грех и издаја Јуде, другим речима, уместо наративних тема и алегоријских тема које се често повезују са Старим заветом, сликари ове школе истичу стварање света, првобитни грех и Гопел. Једна од посебности вредних пажње између осталих је представа Тајне вечере. Насликани на јединствен начин, илуминатори су изабрали да прикажу главе апостола у облику нишана, док је само Јуда, изолован од групе, представљен у целој дужини. Овакав начин третирања теме остаје јединствен у историји средњовековне уметности. Још једна посебност која научнике често занима је сцена Благовести, где се у облацима налази анђео раширених крила који свира фрулу. Дакле, сликари ове школе једини представљају сцену на овај јединствен начин.
Под снажним утицајем класичне уметности Сјуника, коју овде представљају Момик и Торос Таронаци, као и школе Васпуракан, минијатуре Арцаха, Утика и басена језера Севан комбинују једноставност декоративног геста са привлачношћу примитивизма народног порекла. И поред употребе контрадикторних сликовних принципа, ова група сликара успела је да створи изненађујући стилски склад. За разлику од минијатура Васпуракана, које су штедљивије у стилу, дела аркашко-севанских сликара су фино обрађена и пажљиво довршена. Велики оквири у боји, на којима се налазе минијатуре, додатно оплемењују страницу рукописа: „постоји ригорозна координација у простору између силуета и предмета. Сви су распоређени у јединствену просторну зону. Када се погледају минијатуре не може се а да се не подсети на тепихе, као да је свака од целих мотива самосталне површине са којом је целина постојала”.
Према речима стручњака за јерменске минијатуре Матенадарана, „декоративни принцип јасно преовладава над фигуративним. Арцашко-севански сликари истичу симболичне атрибуте, као што су фрула Благовести, дванаест јаребица које, у Ваведењу Исуса у храму, симболизују столице на столу, дванаест столова на крсту, и последњи крст на свим столовима. жртвовање Христа служи за осветљавање смисла приказане сцене, а истовремено игра улогу декоративних елемената Византијски утицај, који је играо тако велику улогу у формирању многих националних школа у средњем веку, никада није преовладао у јерменској уметности.

#### Киликијске минијатуре
Јерменски културни живот је успорен крајем 11. и почетком 12. века, али је доживео нови процват у 13. и 14. веку, не само у самој земљи већ и у новим регионима у које су се досељавали етнички Јермени. Киликија је била највиталније место међу овим регионима за јерменску цивилизацију.

#### Почеци
Порекло киликијске минијатуре сеже до јерменских минијатура из 11. века. Према колофонима пронађеним у овим рукописима, они су однети из Јерменије у Киликију. Тамо су уживали одређени престиж и касније су служили као модели за киликијске минијатуристе, својом једноставношћу и својим трезвеним, али интензивним бојама и својим ликовима величанствених и обимних силуета. Киликијско сликарство има своје корене у стилским особеностима уметности Велике Јерменије, али нови историјски и друштвени, политички и економски услови нису могли а да не уздрмају културне и сликовне принципе региона.
Промене су утицале на форму, структуру и стил уметничке форме. Упркос чињеници да су у 12. и 13. веку формати рукописа били управљивији и лакши за држање у руци јер више нису почивали као у 10. и 11. веку на амбону цркава или у сакристијама. Орнаментика је постала богатија, а простор који је раније дат минијатурама повећан је на пуне странице или средину текста. Од средине 13. века дошло је до драматичног повећања броја илуминираних рукописа. Библије, лекционари и псалтири су почели да се осветљавају. Штавише, не само да је стил постао рафиниран, већ је постао богатији и украсније природе. Према једном од стручњака за киликијску минијатуру у Матенадарану, „Дебели слојеви боје у великим величинама и мали распон боја подсећали су ме на фреске. Киликијска минијатура из 13. века је, напротив, самостална слика књиге: направљена је да се пажљиво посматра, јер је то једини начин да се фина и елегантна линија потпуно и елегантно примени. и богатство које показује распон боја сарађује нијансе густе плаве са јарко црвеном, префињеност љубичасто-љубичасте боје, деликатност ружичасте и бледо зелене, светлоплаве и сјај злата.
Може се издвојити неколико школа или уметничких центара, укључујући Хромгла, утврђени манастир који се налазио на обали Еуфрата, био је седиште католикоса, поглавара јерменске цркве; Дразарк, Акнер и Грнер код Сиса, престонице краљевства и Скевре у земљама Хетумида, чији је пример Скевра Евангелиари (у Националној библиотеци Варшаве ). Међу великодостојницима се појављују нека имена као што су Нерсес Милостиви, Нерсес Ламбронаци, католикос Константин I Барцаберци и архиепископ Ованес. Према Дрампиану: „уметност илуминације у Киликији познала је свој највећи сјај између 1250. и 1280. Али овај период цветања је припремљен век и по еволуције и наставио се још пола века, иако са мање сјаја. Киликијски стил је почео да се дефинише крајем 12. века, а посебно као 12. век 3. века. 1250".
Формирање стила је настало у обради силуета као и на лицима јеванђелиста. Чини се да су сликари желели да пресликају томове. Након тога, набори одеће омогућавају академицима да погоде облике људских фигура, као резултат тога, познато је да су њихове пропорције мање стилизоване. Поред тога, анимирана енергија боја преузела је интензивну плаву, зелена је постала сјајнија, црвене мање кармина, а злато се повећало у употреби. Орнаментални мотиви такође добијају финоћу и замршеност. Особености киликијског стила врло дискретно се манифестују у јеванђељу из 1237. године (Мс. 7700) које се чува у Матенадарану. Према Тобирини Дрампиан; „Колорит минијатура (евсвијских канона, портрета јеванђелиста и насловних листова) још је далеко од издашног и сјајног распона који ће бити главна карактеристика киликијског сликарства у периоду његове пуне зрелости. Она наставља са анализом боја са дубином и открива шта ће ускоро бити ово осветљење: „тонови су меки, прилично их има, са преовлађивањем фино нијансиране зелене, светлоплаве, бледо жуте и љубичасте у комбинацији са златном. Она закључује на тему хармоније природе уметности која је детаљно описана: „Пропорције минијатурног карактера неће поседовати савршену хармонију канона. двадесет година касније. Орнаментика још нема ону суптилност која ће је приближити златној ковачници. Иконографски детаљи се спајају у обимним масама и не наилази се на разноликост и орнаментално богатство које ће учинити врхунац раскоши киликијских рукописа у њиховом периоду. Птице које окружују сводове канона још нису стекле реализам који ће добити у каснијим рукописима“  Средина 18. века је период нових фаза у трагању за сликовним елементима. Форме су произашле из крутости средњовековних канона, сликарска дубина у композицији се проширила, а ликови су добили облине, богату моделацију и природније држање.

#### Торос Рослин
Овај тренд реализма је потврђен доласком Тороса Рослина (ученика човека по имену Киракос који је био његов непосредни претходник, његов старији савременик и вероватно његов учитељ  ). Познато је неколико његових биографских детаља, исто важи и за друге сликаре овог периода. Према колофонима од 1250. до 1260. године, радио је у Хромгли. Сматран је најистакнутијим минијатуристом скрипторијума док је уживао покровитељство католикоса Константина I. Тренутно постоји само седам рукописа које је он потписао. Сви су произведени у Хромгли између 1256. и 1268. године. Најновији и најочуванији од седам сачуваних рукописа је Малатијево јеванђеље из 1268. (Матенадаран, гђа 10675). Ово склоност ка реализму прати богатији и сложенији приказ простора: узастопни планови у распореду ликова, преклапања просторних зона, вишеструки углови гледања, па чак и визуелне илузије. „Ови нови трендови и сликарске технике су резултат концепције света која је еволуирала и удаљила се од верских вредности; овај концепт представља оличење целокупне циликанске културе овог периода. Не одступајући од главних принципа средњовековне уметности, Рослин је успео да их [ове нове трендове] знатно прошири у поређењу са својим претходницима, па чак ни са својим савременицима, па чак и са својим савременицима, то није био у стању да пружи. међутим, повући њен узвишени карактер“.
Рослин је био водећи уметник свог времена, познат по коришћењу широког спектра светлих боја и избору боја боја, од којих је најзначајније спајање плаве са златном појачаном линеарном белом прошараном црвеном и бледо љубичастом са баршунасто зеленилом. Фигуре које се налазе у његовим минијатурама познате су по својим реалистичним пропорцијама, нешто ретко у средњем веку. Мотиве и орнаменте које користи као да је позајмио из свакодневног живота. "Из Рослинових слика одише спокојна свечаност, чудан спој мирне радости и благе меланхолије. Естетски идеал уметника блиста у правилности црта лица његових ликова, одразу њихове духовне лепоте. У својим минијатурама Исус нема величанственост и трабуњасти израз лица Његовог трансцендентног и импресивног израза." који је морао припадати унутрашњем свету самог уметника Рослин је желео да лик Христа учини људскијим и доступнијим својим савременицима”. Још један анонимни рукопис Матенадарана је приписан Торосу Рослину, али је остало само 38 његових страница. Реч је о фрагментима Јеванђеља из 1266. године (Мс. 5458) извршеног у манастиру Хромгла, по налогу краља Хетума I. „ Калиграфија је изузетне лепоте: суптилно исцртани црно-златни ликови, иницијали и фино орнаментисани рубни обрасци распоређени су на страници са изузетним укусом и осетљивошћу. Постоје само две маргиналне минијатуре које представљају Христа. Њихово техничко савршенство одише дубоком духовношћу. Сви ови квалитети сугеришу да је овај најлепши рукопис, каже Цилицирина, био један од најлепсих рукописа.
Класични период циликијске илуминације представљен је уметношћу Рослина и сликара његове генерације. Следећа фаза, 10 или 15 година након Рослиновог последњег познатог рукописа, биће период преокрета историјских услова. Последње две деценије означиле су крај врхунца Киликијске државе. Након тога ће уследити пад, додуше спор, али оштар. Египатски мамелуци су опустошили земљу и опљачкали манастир Хромгла 1292. године. Сликари који су следили кренули су у правцу сликовног реализма и занемарили идеал елеганције који је уметност разликовао од њиховог уметничког претходника. Дрампиан примећује: „Лица њихових ликова понекад одражавају извесну грубост. Силуете су растегнуте и делују искривљено у поређењу са Рослиновим, чије су пропорције имале нешто од хеленског карактера“.

#### Киликијске минијатуре по Торосу Рослину
Када је дошао крај „класичног” периода, почетком 1280-их појавио се још један тренд познат као „јерменски барок”. Рукописи овог периода су погубљени у манастирима који се налазе у близини града Сиса. Лекционар (Матенадаран, гђа 979) из 1286. је најраскошнији и најбогатије илустрованији рукопис овог периода у историји јерменске илуминације. Наручио је престолонаследник (будући Хетум ИИ коме је припадало и јеванђеље по Малатији од Тороса Рослина ), овај рукопис на готово свим страницама красе минијатуре, чији број прелази четири стотине. Према Дрампијану: „Рукопис одражава нове оријентације киликијског сликарства од 1280-их па надаље. Постоји грчевита и драматична експресивност. Ове карактеристике се огледају у општој структури минијатуре, као и у елементима детаља, као што су облик силуета, контурне линије и префињеност и живописност“. Изразито оријентални тренд се афирмирао, наглашавајући орнаменталну и живописну страну сликарских радова. У богатству илустрација, које одражавају контакте јерменских минијатуриста Киликије са уметношћу других народа, има места за разноликост, фантазију и смелост. Пример је у минијатури Јонаса баченог у море : третман таласа, у облику дубоких спирала, подсећа на кинеске гравуре и цртеже.
Друго јеванђеље (Матенадаран, гђа 9422), чији је оригинални колофон изгубљен и замењен у 14. веку, препричава бурну историју рукописа када се налазио у манастиру Светог Јована Светог Претече у Муши. Иконограф Ирина Дрампијан тако преноси причу: „Средином 14. века монаси овог манастира били су принуђени да сакрију низ рукописа, укључујући и ово Јеванђеље (г. 9422), да би их спасли од странаца. Тек су неколико година касније отворили своје скровиште и открили да су многи рукописи били прочитани, па нису могли да их прочитају. Срећом, извесни ђакон по имену Симеон је сазнао за то, ископао рукописе, дао их на рестаурацију, а затим их вратио у манастир Муш, и поред свих ових недаћа, ово јеванђеље задржава задивљујућу свежину, блиставост и живописне боје, а ми се дивимо најпопуларнијем сликарству његове миниатуре. Јерменија“. Ови монаси су имали много идиосинкразија у својој машти и није увек лако дешифровати њихову симболику. „Нема сумње да су циликијски минијатуристи познавали списе Нерсеса Милостивог, пошто им је он био предодређен. Али су пазили да се не придржавају тачно прописа. Нису увек водили рачуна о симболичком значењу које се приписује одређеним мотивима и груписали су их према сопственој фантазији, како би добили чисто декоративне ефекте који су у води птица. душе жедне бесмртности, ако шипак који под кором крије сласт својих плодова симболизује доброту пророка, ако витки дланови представљају праведност која се уздиже до неба, теже је објаснити присуство у канонима елемената као што су људска силуета са грмљавином или мајмуном на глави дана или цветом дана. голи коњаници итд. живот који је бујао око уметника, са својим циркуским представама, својим мистеријама, својим ловом, они су свакако плод плодне маште просветитеља”.
Још једно јеванђеље ушло је у историју јерменских књига под именом Јеванђеље осморице сликара (Мс. 7651). То је један од најпознатијих киликијских споменика уметности сачуваних у Матенадарану, због карактера његових илустрација. Нема сличице целе странице, већ хоризонталне пруге; реткост у јерменским илуминираним рукописима, која означава византијски утицај. Киликијски писар Аевтис га је вероватно преписао у Сису крајем 13. века. У колофону из 1320. године, епископ севастски, Степанус, други власник рукописа који је добио на поклон од краља Ошина, препричава историју овог јеванђеља: „Ја недостојни Степан, епископ севастски, пастир и изгубљене овце, осредњи аутор, отишао сам (у овај натпис у Божјој земљи, безначајни), моштију светог Григорија и тамо примио пун поштовања и поштовања од патријарха Константина и цара Ошина. украшен полихромним сликама, али је био недовршен: један део је био завршен, други део је био само нацртан, а многи простори су остали нетакнути, са великом радошћу сам узео рукопис, отишао у потрагу за вештим уметником и нашао Саркиса, рекао је Пицак, врли свештеник који је био веома компетентан у сликању. И дао сам му 1.300 драхми, плод мог поштеног рада, и он је прихватио. Са великом пажњом остварио је и завршио недостајуће илустрације и њихову позлату, на моје одушевљење. Све је завршено 769. године (1320. по јерменском календару ), у горким, тешким и страшним временима, о којима сматрам да је непотребно говорити ...” Пицак је остао веома вешт сликар. Уживао је велики престиж међу минијатуристима Васпураканске школе из петнаестог и шеснаестог века коју је довео до богатог хенаментализма петнаестог или шеснаестог века. сликарство, познатије и доступније, истина, народним уметницима него истраживањем и финоћом минијатура 18. века. Овај сликар, прилично хладан, не узима у обзир све новине које су унели у илуминацију Рослин и његови наследници. Силуете су распоређене на златној позадини прошаране орнаменталним мотивима. Ликови нису баш обрађени у равној фигурацији, али сликара не занима да прикаже волумен људског тела, нити да силуетама да природне позе. Покрети су конвенционални и не баш изражајни, док се моделовање лица добија више широком употребом графичких линија него игром боја. Контуре су изгубиле сваку експресивност и сваки стилски карактер, док су облици постали тежи. Нијансе љубичасте, јорговане и меке зелене потпуно су нестале из палете боја да би направиле место бојама без нијанси. Јарко црвена асоцира на плаву и сиво смеђу, а злато се широко користи." 
Рад ових минијатуриста означава крај златног доба циликијске илуминације. Њена историја је доживјела нагли прекид почетком 14. вијека. Једноставан стил Тороса Рослина више није био модеран. Илуминатори 14. века били су под великим утицајем иконографије Истока. "Овај нагли заокрет у уметности књиге у Киликији поклапа се са драматичним догађајима који су узнемирили политички и друштвени живот земље. Разорни упади египатских Мамелука задали су фаталан ударац Киликији, већ ослабљеној унутрашњим сукобима, што је довело до пада Краљевства крајем 14. века."  Саркис Пицак је стога последњи велики киликијски сликар и најплодоноснији, илустровао је својом руком више од 32 рукописа.

#### Минијатуре јерменске дијаспоре
Вековима су Јермени бежали од ратова и инвазија које су погодиле њихову земљу. Међу сачуваним минијатурама, један број потиче из „јерменских колонија“, односно различитих региона света у којима су се Јермени населили привремено, а понекад и трајно. Земље које су прихватиле етничке Јермене су Грчка, Италија, Иран, Русија, Бугарска, Румунија, Пољска, Индија, Египат и многе друге земље. Као резултат тога, Јермени су дошли у контакт са уметношћу земаља у којима су нашли уточиште, али су и даље задржали своје националне традиције. Од ових бројних колонија, Кримска је остала једна од најзначајнијих и свој пуни процват доживела је у 14. и 15. веку.

#### Крим
Три стотине јерменских рукописа са Крима налази се у Матенадарану ; ови радови су на раскрсници традиција, школа и разних трендова. Утицај грчке и италијанске културе је доминантан јер су познати преко емиграната из ових земаља који су се населили на Криму. Према речима Еме Корхмазијан, „уметност књиге испрва показује извесну еклектицизам. Међутим, током времена, Јермени са Крима су формирали своје карактеристике, као што је асоцијација визуелног распореда и сликане минијатуре у истом рукопису: поред полихромних минијатура, орнаментални обрасци су обојени у само једном или две боје. Примењени су у малом преливу светлих тонова. положено у дебелим, компактним слојевима, најчешћа комбинација је тамноплава и љубичаста, док се црвена, жута и окер користе само умерено. Најрепрезентативнији сликари ова два правца су Аветис, Аракел, Киракос и Степанос. третман ликова и посебно њихових лица“. Уметност палеолошке ренесансе оставила је траг у школи Крима.
Јеванђеље из 1332. године (Матенадаран, гђа 7664), копирано и илустровано у Суркхату (савремени Стари Крим ) носи отисак овог византијског утицаја који показује слободу и смелост, са жељом да прецизно интерпретира текстуре и волумене, својом способношћу да постави ликове у најразличитије ликове и дода ликове у најразличитије варијанте. динамичност: „Дух и ентузијазам неких минијатура чини их правим жанровским сценама. Посебно мислимо на епизоду Трговаца протераних из храма, циклус посвећен животу јеванђелиста Јована и Страдању Христовом. Благо издужени овални облик лица, њихова нежна сенка, све су нежне боје и сенке несвакидашње зелене боје, све су им светле и сенке нежне боје. елементи за јерменске минијатуре личе на византијске или јужнословенске узоре с почетка 14 века.
Године 1375. на Крим су стигли многи нови прогнани емигранти из јерменског краљевства Киликије, са њима велики број рукописа, али пре свега Јеванђеље осморице сликара, Јеванђеље по Смбату и рукопис који је илустровао Саркис Пицак. Минијатуристи на Криму додали су своје нове минијатуре овим рукописима. Најистакнутији од ових минијатуриста је сликар Ховханес из 14. века, на његов стил је јасно утицала италијанска уметност, што се може видети по његовој употреби хроматских контраста и игри светлих сенки за приказивање волумена.
Међу рукописима Матенадарана који нису сачували колофон су три јеванђеља из 14. века (Мс. 318, Мс. 4060 и Мс. 7699) чије се порекло недавно налази у Суркхату на Криму. Стил њихових минијатура је синтеза киликијских традиција и стила позновизантијске уметности, са хеленистичким елементима и тежњом за реалистичнијим и сликовитијим приказом. У игри контраста доминира употреба сијароскура, а иновативни дух се открива у стилу фигура: „њихове сабране, готово опипљиве фигуре грађене су са више слободе. Њихова лица са оживљеним цртама и општом мекоћом облика приближавају илустрације ова три јеванђеља сликарству јужних Словена њиховом времену“.
Међу истакнутим делима једно је о Григору Татевацију у јеванђељу (Матенадаран, Мс. 1203). Ректор универзитета у Татеву је овде насликан у средини своје класе студената, са црквом у позадини. Његове црте лица су веома детаљне, персонализоване и одговарају писаном физичком опису Григора Татевацсија. Значајан елемент овог рукописа је ретко и упечатљиво присуство правог портрета с краја 14. века. Јерменска уметност портрета датира из 5. века, према Агатанги и Мовсесу Хоренаци у рукописима преписивача (несачуваних) јерменских илуминација; Међутим, најстарији од сачуваних портрета датира из 1007. године нове ере. Овај портрет који је наручио Хованес чува се у националној библиотеци града Венеције (Јеванђеље госпођа 887).

#### Друге колоније
Поред Крима, најстарији и најзначајнији рукопис је део Библије преписан и илустрован у Болоњи (Матенадаран, Мс. 2705) који потиче из касног 12. века, познат је по богатој орнаментици. Према најновијим истраживањима. Након пада Цариграда 1204. године, један број сликара емигрирао је у Италију, „где су до почетка 14. века имали значајан утицај на развој уметности. Илустрације у Болоњској библији су префињене елеганције и сведоче о одређеном уметничком укусу. Тонови су меки, а веома фини детаљи откривају сјајну нијансу композиције. необично мајсторство се манифестује у појављивању нових тема, као што је Апокалипса“.
Од 15. века па надаље, без потпуног асимилирања у католичанство, многи Јермени су се преобратили, али су остали верни својој изворној култури. У овим виталним периодима, прва штампана јерменска књига објављена је 1511. године у Венецији. Почетком 18. века Мкхитар Себастаци је основао јерменски манастир на Сан Лазаро дељи Армени, острву недалеко од Венеције. Њена скупштина је имала и има богату библиотеку са збирком рукописа, музеј и издавачку кућу који ово место чине острвом јерменске културе на територији Италије.

## Пад
На ову апотеозу негативно су утицала монголска и мамелучка освајања, што је довело до новог таласа дијаспоре, посебно према Криму. У Великој Јерменији, минијатурна производња је опала после 1350. до инвазија Тамерлана  1386-1387, 1394-1396 и 1399-1403. Почетком 15. века, Северна Јерменија (углавном Татев ) је још увек производила ограничену количину илуминираних рукописа, у „прилично новом, ватреном и живом” стилу, док је школа у региону језера Ван производила минијатуре „класичнијег, статичног и монотонијег” дизајна, пре него што је татевски стил асимилирао са тоталним стилом. Касна сликарска традиција Велике Јерменије развила се и у Хизану, где је укључила персијске утицаје, и манифестовала се у „богатијој и нијансиранијој“ палети  и „светлим бојама, динамичним и емотивним композицијама, издуженим силуетама“. Ванова школа је, с друге стране, водила обнову засновану на каснокиликијским моделима, у потрази за префињенијим изразом; повезана са католикосатом Агтамар, ова школа је створила „богато обојене постојаним тоновима, појачане златним композицијама које заузимају сав расположиви простор“, што је посебно илустровао Минас, јерменски минијатуриста . Ови уметнички елементи подстакли су „трајну еволуцију јерменског сликарства до седамнаестог века“.
Крајем 15. и прве половине 16. века престала је сва производња, пре него што се стидљиво поново родила, посебно поново у Хизану, са Хакобом од Џулфе. Нови уметници 16. века посветили су оживљавању минијатура за историографска дела, што је у то време било изузетно, вероватно одражавајући намеру да се очува национални идентитет, на пример Карапет де Беркри (с краја 15. века), или илуминатори две копије романа о Александру ; обилне илустрације показују више слободе, христолошки циклус је обогаћен, стил је углавном декоративан али не искључује монументалну експресивност, а боје су живописне. Патронат се такође мењао: велики број мецена су сада били трговци или занатлије, што одражава извесну секуларизацију јерменских рукописа. Јерменска штампарија је дебитовала  у Венецији ( 1511  ) и у Цариграду  и коначно у Новој Јулфи ( 1630  ).
У 17. веку уметност минијатуре је углавном била изражена у јерменским мањинама на Криму, Пољској, Италији и Јерусалиму, где је доживела прву тенденцију ка једнообразности. Киликијска традиција се наставила у Цариграду, приближавајући се кримским узорима  (нарочито палетом боја) и иновирајући нове иконографске теме из Старог завета, као и нове сликовне технике у перспективи услед контакта са западноевропским књигама. Школа Нове Јулфе била је сведок коегзистенције јерменског, персијског, европског, па чак и далекоисточног стила. Међутим, талас стандардизације у Цариграду је убрзо добио предност, као и западњаштво инспирисано европским гравурама, да би се коначно произвели последњи јерменски илуминирани рукописи у 18. веку, као што је Молитвена књига Григорија Нарека направљена 1762. године у Константинопољу.
Замењени штампарском пресом, рукописи више нису настајали из нужде, већ из чисте побожности и због свог естетског квалитета. Јерменска традиција минијатурног сликарства потпуно је нестала почетком 19. века, „али историја уметности не заборавља ниједну своју славну страницу, а минијатура која са радошћу одражава узвишеност естетског идеала средњег века, наставља да буде део блага светске културе“.

## Наслеђе
Док је уметност јерменске минијатуре опадала мало по мало, дошло је до прелаза, до сада мало проучаваног, између ње и сликарства на платну у седамнаестом веку; уметници су свој таленат испољили и у минијатури и у сликарству, као што су илуминатор Минас и Тер Степанос. Ова транзиција тако води ка модерном јерменском сликарству.
Јерменски сликари, као и други сликари из различитих култура, никада нису престали да гледају у оно што су прошли мајстори њихове националне културе постигли. Заиста, 1944. јерменски сликар Аршил Горки, апстрактни експресиониста, написао је из Сједињених Америчких Држава писмо својој сестри и говорио јој о својој страсти према сликару и просветитељу Торосу Рослину. Он напомиње: "Торос Рослин је ренесанса. Какву електрицитет садржи човек! За мене је он највећи уметник кога је свет произвео пре модерног времена, а његову употребу димензије надмашује само кубизам. Мајсторска, ненадмашна димензионалност. Клањам се нашем Торосу".
"Димензија цртежа", слике или портрета "је однос између нацртаног предмета и предмета снимљеног у натури". За Горког, Торос Рослин је већ поседовао прецизност, дубину и перспективу у својим минијатурама, отуда његов израз „мајсторске димензионалности“.
Што се тиче јерменског сликара Минаса Аветисјана, његова сопствена контемплација о илуминаторима потиче пре свега из Васпураканске школе са својим стилским специфичностима. Заиста, у одређеним минијатурама, композиција и обрада сцена подлежу линеарном распореду без фигурације дубине. „Линија тада постаје главно изражајно средство и добија живост захваљујући употреби чистих и живих боја“, кажу иконописци Акопијан и Корхмазиан. Употреба скерлет црвене у супротности са ултрамарин плавом и сијеном, као декоративним елементима (дакле без дубине), и употреба чистих и живих боја са снажним хроматским акордима подсећа на минијатуре Велике Јерменије. Ова употреба живих боја у њиховој чистоћи има сврху. Његова сврха да се директно дотакне емоција, користи Рослин пратећи естетски идеал средњег века, али је појачан и ватрен са делима совјетског јерменског сликара Мартироса Саријана, жесток и узбудљив, па чак и трагичан у свој својој теми са делима Минаса Аветисијана. Дакле, јерменски сликари модерног доба изгледају ближи просветитељима средњег века него многим сликарима из других периода историје јерменске уметности. Много пре Каравађа и његовог техничког развоја светло тамног: „Торос је ренесанса“, закључује Аршил Горки.

### Јерменска филмографија
Уметност минијатуре је такође утицала на јерменску кинематографију. Сергеј Парџанов, аутор Сајат-Нове, (касније преименованог у Боју нара ), алегоријског филма о животу јерменског песника Сајат-Нове, много је рефлектовао уметност минијатуре у средњовековној ери и њен однос према простору и времену у њиховом представљању. Заиста, у средњем веку, изградња простора према правилима перспективе и даље је била игнорисана. Хијерархију фигура и елемената наговештавају величина, ритмичко смењивање боја, симболички код гестова и хијератских ставова, попут живахнијих призора народног живота. Композиција простора по местима одговара специфично средњовековној концепцији. Штавише, време је изражено простором: јукстапозицијом различитих места која чине толико различитих момената приче, и тако спојена да произведу значење. Богатство слике је најупечатљивија карактеристика. "Ослањајући се на јерменску поезију и културу без страха од укрштања персијских утицаја, једне од колевки алхемије, филмски стваралац се сусреће са херметичком традицијом. Она се налази нераскидиво везана за слике и мотиве којима он аранжира своје кадрове. Отуда и загонетни тон слика који је сликана у блиској вези са Калијевом имхемијом. алегорије“. Читав филм је израз материјалне имагинације, односно „уметности да се остане што ближе елементима, материјалима, текстурама, бојама“.
У чланку у листу Libération, 1982. године, Серж Дејни, филмски критичар, преузима речи филмског ствараоца: „Чинило ми се да статична слика, у биоскопу, може имати дубину попут минијатуре, пластичност и унутрашњу динамику“, приметио је Парџанов. Аутор Саиат-Нове је много размишљао о јерменској минијатури, изјавио је: „Мислио сам да биоскоп може бити статичан по слици, као што може бити персијска или индијска минијатура, и да има пластичну и унутрашњу динамику. По томе се Сајат-Нова разликовао од мојих претходних филмова, када сам размишљао и радио на јерменским религиозним минијатурама, пуним духовности и поезије. Пробудили су у мени задивљујуће осећање поштовања“ 

## Јерменски молитвеник
Други облик илуминираног рукописа је молитвени свитак, који је традиционално укључивао слике из јерменске иконографије, као и библијске одломке или учења, али је у много мањој величини био више лично и преносиво религиозно благо. Јерменски молитвени списи могу да садрже иконографију применљиву на све хришћанске секте, као што су слике Светог Марка, Светог Луке или Светог Јована, као и панеле који приказују важне тренутке из живота Исуса Христа. За Јермене, међутим, ролнице би укључивале и илустрације специфичне за историју њихове земље или цркве. Међу њима су били Свети Григорије Просветитељ заслужан за доношење хришћанства у Јермен у 4. веку и Свети Нерсес ИВ који је важан за раст хришћанства у Јерменији у 12. веку, као и успостављање теологије поштовања икона у Јерменској цркви. Као иу случају других традиционалних јерменских рукописа, молитвени свици су цртани и илустровани руком на пергаменту. Свитак је служио као лични талисман за заштиту свог власника или за потребе и молитвене намере чланова њихове породице. Молитвени роли су били уски по ширини и укључивали су панеле са верским илустрацијама праћеним верским текстом. Ролне су увек биле прилично дугачке, иако су тачне мере варирале, у зависности од броја панела које су садржавале. Власник овог религиозног артефакта могао је чврсто смотати пергамент и сакрити га када се носи. Прикривање је било кључно за заштиту молитвеника, јер су илуминирани рукописи и молитвеници били веома цењени и на мети лопова. Побожни Јермени су веома ценили рукописе и друга уметничка дела Цркве због чињенице да су црква и њена учења били важан део свакодневног живота у средњовековној Јерменији; црква је испуњавала све духовне, друштвене, моралне и културне потребе.

## Технике и скрипте
Око 31.000 рукописа  још увек опстаје након непрекидних инвазија на Јерменију током векова и новије јерменске дијаспоре где су стотине хиљада Јермена расељене или масакриране. Илуминирани рукописи углавном говоре о верским учењима и јеванђељима Јермена и преносили су се кроз породице. Ови рукописи су били толико вредни да се сматрало светогрђем продати их или оштетити, или дозволити да рукописи падну у руке непријатеља. Већину рукописа написали су и илустровали монаси смештени у манастирима. Многи рукописи су веома разрађени, прекривени позлатом и сјајним бојама. Међутим, постоји још један тип рукописа који је лишен непотребних украса, без обојене позадине и обојен провидним бојама, често са мање него савршеним умећем.
Рукописи су били украшени фантастичним створењима и птицама, који су често формирали почетна слова поглавља како би привукли поглед и пружили ментални предах током којег је лепота илустрације могла да освежи ум и дух. Након ових сјајно илустрованих слова следио је „еркат'агир“, унцијално писмо познато и као гвоздено писмо, пошто је првобитно било уклесано у камен. Нотарско писмо познато као „нотргир“ коришћено је за писање писма и колофона, а „болоргир“, што значи „заобљена слова“  се често користило као минускула у писању рубрика, које су делови писани црвеним мастилом да би се скренула пажња. За писање поглавља коришћена су црна слова, која симболизују бол првобитног греха, док је простор белог папира симболизовао невиност рођења. Колофон, такође писан црвеним мастилом, обично се налазио на почетку или на крају рукописа и давао је информације о писару, покровитељу, уметнику, датуму, када, где и за кога је рукопис настао. Писар би често додавао белешке о условима свог рада или анегдоте мудрости у колофону и често преносио на маргине рукописа. Поседовање рукописа је било толико важно да би власник додао своје име у сценарио. Ако је рукопис имао више власника, у скрипти би се могло наћи више потписа.
Подлога за сликање коју су користили уметници јерменских минијатура била је иста као и материјал коришћен за странице рукописа: пергамент, до 12. века, или папир ; овај други, већ присутан у 10. веку, тада се највише користио (56% рукописа у 12. веку, 66% у 14. веку, 80% у 15. веку) и на крају је помрачио пергамент. Ова потпора је састављена и пресавијена у кодексима ; формат са 8 листова је био стандардан, иако је 12-фолио постао широко распрострањен у Киликији у 13. веку.
Илуминатор који се користио за сликање након што је писар завршио писање рукописа (осим са Еузебијевим канонима); уметници су најчешће почињали са „нефигуративном декорацијом, фронтисписима, орнаменталним словима, маргиналним украсима, да би завршили са минијатурама“.
Пигменти које користе јерменски илуминатори су углавном препарати металних оксида, који доприносе сјају њихових радова: кобалт за плаво, гвожђе за браонкасто црвену, бакар за зелено и антимон за жуту. Што се тиче злата, оно је коришћено у облику танких листова исечених и налепљених на листу рукописа, или претворено у прах, затим претворено у боју. Коришћени су и органски пигменти, као што је кармин кошенил, или гамбоге за жуте боје, произведене од смоле врста из породице клузијевке. Коначно, калцинисане кости су коришћене за производњу различитих супстанци које се користе за бело  или за црно. Везива су најчешће коришћена гума арабика и уље.

## Галерија
- Ечмиадзинско јеванђеље, 989
- Јеванђеље Тороса Рослина, 13. век
- Рукопис, 13. век
- Рукопис, 13. век
- Рукопис Тороса Рослина, 1266
- Рукопис, 14 век
- Рукопис, 1378
- Четири јеванђеља, 1495, Глава (Хоран) Јеванђеља по светом Јовану, колекција Веллцоме. Рукопис, 1495
- Рукопис, 1686